# أحمد بهاء الدين عطية
أحمد بهاء الدين عطية (سوسة، 26 مايو 1945 - تونس، 10 أغسطس 2007)، أحد أبرز المنتجين السينيمائين التونسيين. درس الآداب في باريس ثم الإخراج في روما. عمل كمساعد في فرق تصوير لعدة أفلام أجنبية. عمل بالإخراج قبل أن يؤسس سنة 1983 شركة «سيناتيلي فيلم» للإنتاج السينمائي. قامت الشركة بإنتاج العديد من الأفلام التونسية والأجنبية منها ريح السد، عصفور السطح، صفايح ذهب، حرب الخليج وبعد؟، بزناس، بنت فاميليا، صمت القصور... أنشأ سنة 2000 شركة «استوديوهات تونس» المتخصصة في إنتاج أفلام الكارتون، التي أنتجت سنة 2004 فيلم تحيا كارطاغو. عين بين 1992 و1994 كمدير لمهرجان أيام قرطاج السينمائية كما عمل كعضو لجنة التحكيم في أكثر من مهرجان سينمائي أوروبي. تولى رئاسة جمعية السينمائيين التونسيين وساهم في تأسيس الاتحادية الإفريقية للسينمائيين ومنظمة منتجي الأفلام المتوسطيين. توفي في تونس العاصمة بعد صراع مع مرض السرطان. نعته وزارة الثقافة والمحافظة على التراث في بيان لها واصفة إياه بانه «أحد الوجوه السينمائية البارزة التي خدمت الثقافة الوطنية والسينما التونسية طوال أكثر من أربعة عقود من كل المواقع وفي كل الظروف».

## وصلات خارجية
- أحمد بهاء الدين عطية على موقع IMDb (الإنجليزية)
- خبر وفاته في جريدة الشرق الأوسط
- مقال عنه في موقع إيلاف